# DDR-Skimeisterschaften 1963
Die 15. DDR-Skimeisterschaften fanden vom 20. bis zum 2. Februar 1963 im sächsischen Klingenthal statt. In acht Entscheidungen der Nordischen Skidisziplinen Langlauf, Skispringen und Nordische Kombination, davon zwei Mannschaftswettbewerben gingen Athleten an den Start. Die Meisterschaftsentscheidung im 50-km-Langlauf der Männer wurde am 3. März 1963 im osterzgebirgischen Altenberg ausgetragen.

## Langlauf

### Männer

#### 15 km
Über die kurze Strecke bei den Männern konnte sich wiederum der einheimische Titelverteidiger Enno Röder durchsetzen. Bei Temperaturen um 8 bis 10 Grad unter Null wurde der Anstieg zwischen Kilometer 8 und 10 zum Scharfrichter. Noch führte Helmut Weidlich, doch Seidel und Röder lagen nur wenige Sekunden dahinter, wie auch der erneut starke Biathlet Dieter Ritter. Im letzten Drittel konnte Röder am meisten zusetzen und gewann mit 8 Sekunden Vorsprung den Meistertitel. Dieter Ritter konnte seine zweite Silbermedaille feiern, da er am Ende gleichauf mit Helmut Weidlich lag.
Datum: Sonnabend, 23. Februar 1963
| Platz | Sportler           | Mannschaft                | Zeit (h) |
| ----- | ------------------ | ------------------------- | -------- |
| 1     | Enno Röder         | SC Dynamo Klingenthal     | 46:22    |
| 2     | Helmut Weidlich    | SC Dynamo Klingenthal     | 46:30    |
| 2     | Dieter Ritter      | SG Dynamo Zinnwald        | 46:30    |
| 4     | Heinz Seidel       | SC Dynamo Klingenthal     | 46:33    |
| 5     | Gerhard Lorenz     | SC Traktor Oberwiesenthal | 46:50    |
| 6     | Jürgen Beer        | ASK Vorwärts Oberhof      | 47:09    |
| 7     | Klaus Kretzschmann | ASK Vorwärts Oberhof      | 47:14    |
| 8     | Rudolf Dannhauer   | ASK Vorwärts Oberhof      | 47:29    |
| 9     | Heinz Kluge        | SG Dynamo Zinnwald        | 47:54    |
| 10    | Kurt Albrecht      | ASK Vorwärts Oberhof      | 47:57    |

#### 30 km
Schon der Auftaktwettbewerb der Männer endete mit einer Überraschung. Nach zehn Kilometern lag etwas unerwartet der Zinnwalder Biathlet Dieter Ritter vorn. Und auch nach 20 Kilometern hatte sich der Langlaufspezialist Helmut Weidlich nur um fünf Sekunden vor Ritter geschoben. Am Ende gewann Weidlich zwar mit 24 Sekunden Vorsprung den Meistertitel, aber Dieter Ritter konnte seinen Silberrang behaupten, wenn auch Enno Röder auf den letzten Kilometern stark aufkam und Silber nur um sieben Sekunden verpasste. Mit Heinz Kluge auf Platz 8 lief ein weiterer Biathlet in die vorderen Ränge.
Datum: Donnerstag, 21. Februar 1963
| Platz | Sportler            | Mannschaft            | Zeit (h) |
| ----- | ------------------- | --------------------- | -------- |
| 1     | Helmut Weidlich     | SC Dynamo Klingenthal | 1:38:39  |
| 2     | Dieter Ritter       | SG Dynamo Zinnwald    | 1:39:17  |
| 3     | Enno Röder          | SC Dynamo Klingenthal | 1:39:24  |
| 4     | Heinz Seidel        | SC Dynamo Klingenthal | 1:41:38  |
| 5     | Jürgen Beer         | ASK Vorwärts Oberhof  | 1:42:20  |
| 6     | Rudolf Dannhauer    | ASK Vorwärts Oberhof  | 1:42:23  |
| 7     | Klaus Kretzschmann  | ASK Vorwärts Oberhof  | 1:42:36  |
| 8     | Heinz Kluge         | SG Dynamo Zinnwald    | 1:42:45  |
| 9     | Hans-Joachim Ficker | SC Dynamo Klingenthal | 1:42:50  |
| 10    | Siegfried Horler    | SC Dynamo Klingenthal | 1:42:57  |

#### 50 km
Die letzte Meisterschaftsentscheidung konnte etwas überraschend der Oberhofer Jürgen Beer gewinnen. Silber gewann sein Klubkamerad Kurt Albrecht. Gleichzeitig war dies der einzige Meisterschaftstitel in allen ausgetragenen Wettkämpfen, der nach Oberhof ging. Bei den Meisterschaften im Vogtland hatten die Oberhofer nur eine magere Bronzemedaille gewonnen.
Datum: Sonntag, 3. März 1963
| Platz | Sportler        | Mannschaft            | Zeit (h) |
| ----- | --------------- | --------------------- | -------- |
| 1     | Jürgen Beer     | ASK Vorwärts Oberhof  | 3:32:31  |
| 2     | Kurt Albrecht   | ASK Vorwärts Oberhof  | 3:33:13  |
| 3     | Helmut Weidlich | SC Dynamo Klingenthal | 3:34:30  |

#### 4 × 10-km-Staffel
War der Titelträger unter den 19 angetretenen Staffeln schnell ausgemacht, so war der Ausgang des Kampfes um den Vizemeistertitel zunächst ungewiss. Hinter der routinierten Klingenthaler Staffel, die mit anderthalb Minuten Meister wurde, zeigte sich schon nach dem ersten Wechsel, das die guten Einzelergebnisse der Zinnwalder Biathleten kein Zufall waren. Am Ende konnten sie mit mehr als einer Minute Vorsprung vor den Oberhofer Armeesportlern die dritte Silbermedaille ins Osterzgebirge entführen.
Datum: Sonntag, 24. Februar 1963
| Platz | Mannschaft              | Sportler                                                      | Zeit (h) |
| ----- | ----------------------- | ------------------------------------------------------------- | -------- |
| 1     | SC Dynamo Klingenthal I | Hans-Joachim Ficker Heinz Seidel Helmut Weidlich Enno Röder   | 2:06:10  |
| 2     | SG Dynamo Zinnwald      | Helmut Klöpsch Heinz Kluge Hans-Dieter Riechel Dieter Ritter  | 2:07:48  |
| 3     | ASK Vorwärts Oberhof    | Kurt Albrecht Klaus Kretzschmann Jürgen Beer Rudolf Dannhauer | 2:08:54  |

### Frauen

#### 5 km
Den ersten Laufwettbewerb der Frauen gewann die im Vorjahr abwesende Renate Dannhauer vor Christine Nestler. Platz 3 teilten sich Christa Herklotz und die ehemalige Klingenthalerin Karen Jahns, die nunmehr an der DHfK studierte.
Datum: Donnerstag, 21. Februar 1963
| Platz | Sportler              | Mannschaft                | Zeit (h) |
| ----- | --------------------- | ------------------------- | -------- |
| 1     | Renate Dannhauer      | SC Motor Zella-Mehlis     | 19:59    |
| 2     | Christine Nestler     | SC Traktor Oberwiesenthal | 20:11    |
| 3     | Karin Jahns           | SC DHfK Leipzig           | 20:36    |
| 3     | Christa Herklotz      | SC Traktor Oberwiesenthal | 20:36    |
| 5     | Gudrun Schmidt        | SC Motor Zella-Mehlis     | 20:37    |
| 6     | Elfriede Spiegelhauer | SC Dynamo Klingenthal     | 20:51    |
| 7     | Gabriele Nobis        | SC Dynamo Klingenthal     | 21:35    |
| 8     | Margarete Hess        | SC Motor Zella-Mehlis     | 21:37    |
| 9     | Christa Moser         | Aufbau Seiffen            | 21:43    |
| 10    | Renate Köhler         | SC Traktor Oberwiesenthal | 21:48    |

#### 10 km
Nach ihrem Sieg über die Kurzstrecke war Renate Dannhauer auch über die längere Strecke nicht zu schlagen. Dabei deklassierte sie geradezu die Konkurrenz, denn die Zweitplatzierte Christine Nestler war über eine Minute langsamer.
Datum: Sonnabend, 23. Februar 1963
| Platz | Sportler              | Mannschaft                | Zeit (h) |
| ----- | --------------------- | ------------------------- | -------- |
| 1     | Renate Dannhauer      | SC Motor Zella-Mehlis     | 34:50    |
| 2     | Christine Nestler     | SC Traktor Oberwiesenthal | 35:53    |
| 3     | Christa Herklotz      | SC Traktor Oberwiesenthal | 36:00    |
| 4     | Gudrun Zschögner      | SC Motor Zella-Mehlis     | 36:30    |
| 5     | Gabriele Nobis        | SC Dynamo Klingenthal     | 36:44    |
| 6     | Elfriede Spiegelhauer | SC Dynamo Klingenthal     | 36:57    |
| 7     | Karen Jahns           | SC DHfK Leipzig           | 37:12    |
| 8     | Anni Körner           | SC Dynamo Klingenthal     | 37:57    |
| 9     | Luise Preiss          | SC Motor Zella-Mehlis     | 38:02    |
| 10    | Christa Moser         | Aufbau Seiffen            | 38:17    |

#### 3 × 5-km-Staffel
Anders als bei den Männern war der Kampf um den Staffelmeistertitel hochspannend. Am Ende hatte die schon zweifache Meisterin Renate Dannhauer um 2 Sekunden vor Christine Nestler die Nase vorn. Dannhauer war damit auch der erfolgreichste Teilnehmer der Meisterschaften.
Datum: Sonntag, 24. Februar 1963
| Platz | Mannschaft                | Sportler                                         | Zeit (h) |
| ----- | ------------------------- | ------------------------------------------------ | -------- |
| 1     | SC Motor Zella-Mehlis I   | Luise Preiss Gudrun Zschögner Renate Dannhauer   | 1:00:23  |
| 2     | SC Traktor Oberwiesenthal | Renate Köhler Christa Herklotz Christine Nestler | 1:00:25  |
| 3     | SC Dynamo Klingenthal I   | Gabriele Nobis Anni Körner Elfriede Spiegelhauer | 1:05:34  |

## Nordische Kombination
Das Springen von der Großen Vogtlandschanze entschied der einheimische Vorjahresmeister Rainer Dietel mit über 13 Punkten Vorsprung trotz eines Sturzes für sich. Dahinter lagen seine Klubkameraden Jürgen und Günter Meinel. Bei einem Vorsprung von gut anderthalb Minuten war aber auch klar, dass der schwächere Läufer Dietel noch Probleme im entscheidenden 15-km-Lauf kriegen könnte. Und so geschah es auch. Speziell Jürgen Meinel, der die zweitbeste Laufzeit erzielte, brachte Dietel arg in Bedrängnis und verpasste den Meistertitel um nicht einmal einen Punkt. So konnte Dietel seinen Meistertitel mit etwas Glück verteidigen. Auf dem Bronzeplatz ließ der erst 20-jährige Oberwiesenthaler Roland Weißpflog aufhorchen, der damit in die jahrelange Vormachtstellung der Klingenthaler Kombinierer einbrach.
Datum: Sprunglauf Donnerstag, 21. Februar 1963; 15 km Freitag, 22. Februar 1963
| Platz | Sportler         | Mannschaft                | Punkte |
| ----- | ---------------- | ------------------------- | ------ |
| 1     | Rainer Dietel    | SC Dynamo Klingenthal     | 489,81 |
| 2     | Jürgen Meinel    | SC Dynamo Klingenthal     | 488,90 |
| 3     | Roland Weißpflog | SC Traktor Oberwiesenthal | 476,88 |
| 4     | Günter Flauger   | SC Dynamo Klingenthal     | 471,30 |
| 5     | Günter Meinel    | SC Dynamo Klingenthal     | 466,95 |
| 6     | Rolf Schönherr   | SC Dynamo Klingenthal     | 455,45 |
| 7     | Herzer           | ASK Vorwärts Brotterode   | 440,77 |
| 8     | Goldhahn         | SC Dynamo Klingenthal     | 438,15 |
| 9     | Pfeffer          | SC Motor Zella-Mehlis     | 428,50 |
| 10    | Manfred Meinhold | SC Dynamo Klingenthal     | 426,25 |

## Skispringen
Nach dem ersten Sprungtag roch es nach einer Überraschung. Nicht Olympiasieger Recknagel oder sein formstarker Klubkamerad Veit Kührt lagen vorn, sondern der einheimische Dietmar Klemm vor Kurt Schramm aus Brotterode und wiederum einem Einheimischen Sportler, dem frischgebackenen Meister bei den Kombinierern, Rainer Dietel. Recknagel belegte zunächst Platz 4, Kührt lag an sechster Position mit jedoch nur knapp 6 Punkten Rückstand auf den Führenden. Und diese geringen Abstände ermöglichten es, dass Recknagel das Ruder noch herumreißen konnte. Mit seinen stilistisch sauberen Sprüngen schob er sich Durchgang um Durchgang nach vorn, während die Konkurrenz entweder kürzer sprang oder gänzlich patzte wie Rainer Dietel, der ob eines nicht gestanden 87,5-m-Sprungs nur Weiten von 84 und 81 m werten lassen konnte. Und auch Veit Kührt konnte mit der Tagesbestweite von 90 Metern noch Bronze gewinnen. Die einheimischen unter den 10.000 Zuschauern konnten Dietmar Klemms Silbermedaille bejubeln.
Datum: Sonnabend, 23. Februar 1963 und Sonntag, 24. Februar 1963
| Platz | Sportler         | Mannschaft              | Punkte |
| ----- | ---------------- | ----------------------- | ------ |
| 1     | Helmut Recknagel | SC Motor Zella-Mehlis   | 460,0  |
| 2     | Dietmar Klemm    | SC Dynamo Klingenthal   | 455,5  |
| 3     | Veit Kührt       | SC Motor Zella-Mehlis   | 454,2  |
| 4     | Kurt Schramm     | ASK Vorwärts Brotterode | 453,0  |
| 5     | Bernd Karwofsky  | SC Dynamo Klingenthal   | 448,4  |
| 6     | Rainer Dietel    | SC Dynamo Klingenthal   | 439,1  |
| 7     | Wirth            | ASK Vorwärts Brotterode | 435,5  |
| 8     | Karl-Heinz Munk  | SC Motor Zella-Mehlis   | 431,5  |
| 9     | Horst Queck      | SC Motor Zella-Mehlis   | 429,75 |
| 10    | Dieter Bokeloh   | ASK Vorwärts Brotterode | 429,0  |

## Medaillenspiegel
Von den starken Langläufern und Kombinierern profitierend war der SC Dynamo Klingenthal einmal mehr erfolgreichster Sportclub. Durch eine starke Dreifachmeisterin Renate Dannhauer und Helmut Recknagel gewann der SC Motor Zella-Mehlis aber genau so viele Titel wie der Vogtländer Sportclub. Der dritte Platz für Oberhof täuschte etwas darüber hinweg, dass man bei den Meisterschaften in Klingenthal nur eine Medaille gewann.
| Medaillenspiegel (nach allen 9 Wettbewerben) | Medaillenspiegel (nach allen 9 Wettbewerben) | Medaillenspiegel (nach allen 9 Wettbewerben) | Medaillenspiegel (nach allen 9 Wettbewerben) | Medaillenspiegel (nach allen 9 Wettbewerben) | Medaillenspiegel (nach allen 9 Wettbewerben) |
| Platz                                        | Mannschaft                                   | Gold                                         | Silber                                       | Bronze                                       | Gesamt                                       |
| -------------------------------------------- | -------------------------------------------- | -------------------------------------------- | -------------------------------------------- | -------------------------------------------- | -------------------------------------------- |
| 1                                            | SC Dynamo Klingenthal                        | 4                                            | 3                                            | 3                                            | 10                                           |
| 2                                            | SC Motor Zella-Mehlis                        | 4                                            | 0                                            | 1                                            | 5                                            |
| 3                                            | ASK Vorwärts Oberhof                         | 1                                            | 1                                            | 1                                            | 3                                            |
| 4                                            | SC Traktor Oberwiesenthal                    | 0                                            | 3                                            | 3                                            | 6                                            |
| 5                                            | SG Dynamo Zinnwald                           | 0                                            | 3                                            | 0                                            | 3                                            |
| 6                                            | SC DHfK Leipzig                              | 0                                            | 0                                            | 1                                            | 1                                            |